# NGC 3801
NGC 3801 is een lensvormig sterrenstelsel in het sterrenbeeld Leeuw. Het hemelobject werd op 17 april 1784 ontdekt door de Duits-Britse astronoom William Herschel.

## Synoniemen
- UGC 6635
- MCG 3-30-40
- ZWG 97.51
- PGC 36200